# Fodé Fofana
Fodé Fofana (ur. 14 listopada 1961) – gwinejski piłkarz grający na pozycji napastnika. W swojej karierze grał w reprezentacji Gwinei.

## Kariera reprezentacyjna
W 1980 roku Fofana został powołany do reprezentacji Gwinei na Puchar Narodów Afryki 1980. Zagrał w nim w dwóch meczach grupowych: z Marokiem (1:1) i z Ghaną (0:1).